# Levente-Ladislau Bitay
Levente-Ladislau Bitay (n. 29 iunie 1939) este un fost deputat român în legislatura 1992-1996, ales în județul Cluj pe listele partidului UDMR. Levente-Ladislau Bitay a fost validat ca deputat pe date de 5 septembrie 1995, dată la care l-a înlocuit pe deputatul Nandor Iozsef Nemenyi.